# Jordan Bos
Jordan Bos (Melbourne, 2002. október 29. –) ausztrál válogatott labdarúgó, a belga Westerlo hátvédje.

## Pályafutása

### Klubcsapatokban
Bos az ausztráliai Melbourne városában született. Az ifjúsági pályafutását a helyi Melbourne City akadémiájánál folytatta.
2021-ben mutatkozott be a Melbourne City első osztályban szereplő felnőtt keretében. Először a 2021. november 27-ei, az Adelaide United ellen 2–2-es döntetlennel zárult mérkőzés 81. percében, Scott Galloway cseréjeként lépett pályára. Első gólját 2022. április 6-án, a Sydney ellen hazai pályán 4–0-ra megnyert találkozón szerezte meg. 2023. július 1-jén szerződést kötött a belga első osztályban érdekelt Westerlo együttesével.

### A válogatottban
Bos az U17-es, az U20-as és az U23-as korosztályú válogatottakban is képviselte Ausztráliát.
2023-ban debütált a felnőtt válogatottban. Először a 2023. március 28-ai, Ecuador ellen 2–1-re elvesztett mérkőzés 54. percében, Aziz Behicht váltva lépett pályára.

## Statisztikák
2023. június 3. szerint
| Klub           | Szezon   | Osztály  | Bajnokság | Bajnokság | Kupa  | Kupa | Nemzetközi | Nemzetközi | Összesen | Összesen |
| Klub           | Szezon   | Osztály  | Meccs     | Gól       | Meccs | Gól  | Meccs      | Gól        | Meccs    | Gól      |
| -------------- | -------- | -------- | --------- | --------- | ----- | ---- | ---------- | ---------- | -------- | -------- |
| Melbourne City | 2021–22  | A-League | 13        | 1         | 3     | 0    | —          | —          | 16       | 1        |
| Melbourne City | 2022–23  | A-League | 28        | 2         | 2     | 0    | 6          | 0          | 36       | 2        |
| Melbourne City | Összesen | Összesen | 41        | 3         | 5     | 0    | 6          | 0          | 52       | 3        |
| Összesen       | Összesen | Összesen | 41        | 3         | 5     | 0    | 6          | 0          | 52       | 3        |

### A válogatottban
| Válogatott | Év       | Pályára lépés | Gól |
| ---------- | -------- | ------------- | --- |
| Ausztrália | 2023     | 2             | 0   |
| Összesen   | Összesen | 2             | 0   |